# گنکای، ساگا
گنکای، ساگا (به لاتین: Genkai, Saga) یک شهر در ژاپن است که در استان ساگا واقع شده‌است.

## خصوصیات
گنکای ۶٬۴۹۶ نفر جمعیت دارد.